# Agbani Darego
Ibiagbanidokibubo 'Agbani' Asenite Darego (Abonnema, 22 dicembre 1982) è una modella nigeriana, vincitrice del concorso di bellezza Miss Mondo nel 2001.

## Biografia
Agbani Darego fu incoronata Miss Nigeria nel 2001. Precedentemente aveva partecipato a M-NET Face of Africa, ma fallì non riuscendo a passare il primo round. Rappresentò la Nigeria nel concorso di Miss Universo 2001, che si è tenuto a Bayamón, Porto Rico. Si qualificò tra le prime dieci semifinaliste e arrivò settima. Fu l'unica semifinalista di colore di quell'anno e l'unica finalista a indossare un costume maillot.
Nel novembre del 2001 si recò in Sudafrica per competere nel concorso di Miss Mondo nel quale divenne la prima Africana di colore a vincere il titolo dopo aver battuto Miss Scozia e Miss Aruba.